# 4657 Lopez
4657 Lopez (1979 SU9) là một tiểu hành tinh vành đai chính được phát hiện ngày 22 tháng 9 năm 1979 bởi N. S. Chernykh ở Nauchnyj.